# Wayob

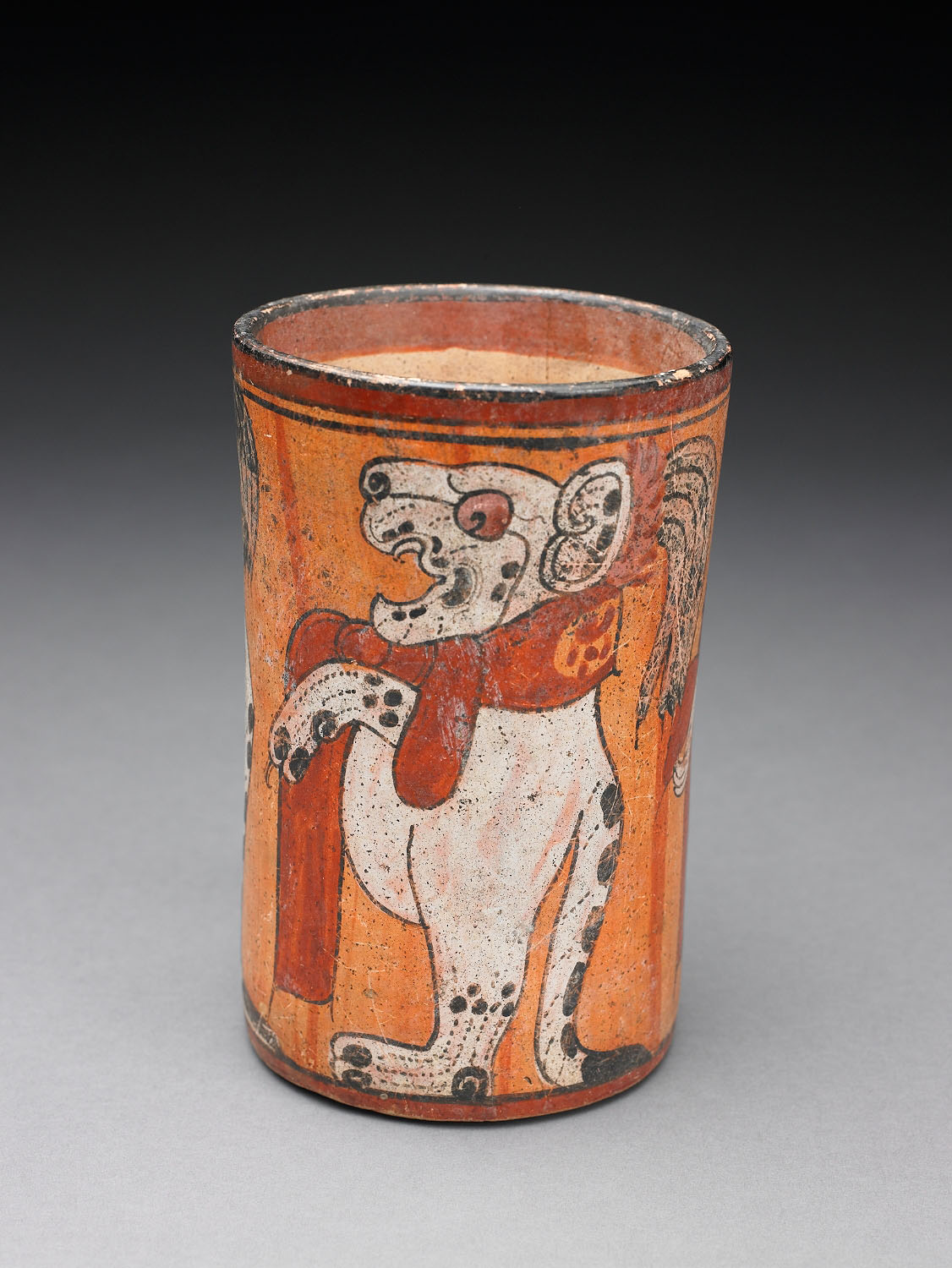
Człowiek pod wpływem wayob

Wayob – majańskie określenie, oznaczające sen zmieniający człowieka w zwierzę aby ten wyrządził komuś krzywdę. Najczęściej przybierana jest forma zwierzęcia związanego z domem, jednak opisywane były przypadki kiedy podczas Wayob człowiek zamieniał się w jaguara bądź istotę ze skrzydłami z mat słomianych. Czarownicy, którzy potrafili świadomie wprowadzić siebie lub kogoś w ten sen, nazywani byli ah uaay xibalba (podziemny zmieniacz).